# Стари Верни
Стари Верни (енгл. Old Faithful) светски је најпознатији гејзир, који се налази на територији Вајоминга. Највећи је унутар Јелоустоун парка у САД и популарна је туристичка атракција. Добио је име 1870. током експедиције Вошбурн и први је гејзир који је икад добио име. Такође је познат као најпредвидљивији географски објекат који има ерупцију између сваких 65 до 92 минута. Ерупција траје између 1,5 до 5 минута, и за то време може да избаци од 14 до 32 хиљаде литара воде висине од 30 до 55 метара.

## Галерија
- Гејзир Стари Верни, 1872. Вилхелм Хенри Џексон
- Алберт Бирстадт цца 1881.
- Фотографија В. Х. Џексона 1892.
- 1898.
- Ерупција, 1912.
- 1916.  Франк Џеј Хајнес
- Анцел Адамс у 1941.
- Анцел Адамс, 1942.
- Ерупција, 1948.
- Стари Верни, 1953.
- Зими, 1969.
- Из Опсерваторије Поинт, 2003.